# Toxotes chatareus
Toxotes chatareus Buch.-Ham., 1822 è una specie di pesci appartenente alla famiglia Toxotidae, meglio noti con il nome di "pesci arcieri", che comprende un solo genere, a sua volta composto di 7 specie di pesci predatori. Vivono nel sud-est asiatico, nella zona del Pacifico indiano ed in Australia. Il loro ambiente è quello delle acque salmastre o dolci, vivono nelle foreste di mangrovie e negli estuari dei fiumi, ma anche nei corsi d'acqua a lento scorrere.
Essi raggiungono normalmente una lunghezza di circa 20 cm ma alcuni possono arrivare fino a 40. Diversamente dalla maggior parte dei "pesci arcieri", i toxotes chatareus sono di colore fuligginoso anziché argenteo. Si tratti di pesci onnivori, cibandosi di insetti, altri pesci e vegetali presenti sulla superficie dell'acqua. La riproduzione avviene nella stagione umida e un esemplate può emettere da 20.000 a 150.000 alla volta.
Anche se catturati talvolta per costituire cibo, sono comunemente più utilizzati negli acquari. Venduti spesso insieme ad altri esemplari di Toxotidae con il generico nome di "pesci arcieri", anche se la loro alimentazione negli acquari è in un certo modo più difficile di quella di esemplari appartenenti ad altre famiglie, poiché necessitano di cibi che stanno in superficie.

## Descrizione
I Toxotes chatareus sono di moderate dimensioni, tra i 15 ed i 20 cm e raramente raggiungono i 40 cm di lunghezza. 
 I T. chatareus possono raggiungere un peso di 700 grammi e si ritiene che possano vivere da tre a cinque anni.
I T. chatareus hanno cinque o sei spine, delle quali la più lunga è la quarta, e da dodici a tredici spine dorsali leggere. Quelle dorsali sono generalmente più corte negli esemplari catturati in acque dolci rispetto a quelli catturati in acque salmastre. I T. chatareus hanno anche tre spine anali più altre 15 o 16 leggere. T. chatareus hanno 33 o 34 scaglie sulla linea laterale. La pinna caudale è quasi quadra, Quella anale indivisa. e la terza spina anale è la più lunga.
In genere il colore del corpo è fuligginoso, ma talvolta può essere argenteo o dorato, la parte dorsale è grigio-marrone. Le pinne pettorali possono essere di colore chiaro o scuro, le pinne pelviche possono essere scure e fortemente pigmentate .
I T. chatareus sono bianchi e normalmente hanno sei o sette chiazze scure, alternate lunghe e corte, lungo il dorso. Una macchia scura è anche presente all'attacco della pinna caudale. Il colore di queste macchie può cambiare da scuro a chiaro e viceversa secondo l'ora del giorno, l'ambiente e lo stato di stress, e sono più scure nei pesci più giovani; gli esemplari trovati in acque torbide sono totalmente bianchi. Non è noto se si ha dimorfismo sessuale.

### Confronto con gli altri "pesci arcieri"
Il T. chatareus si distingue dalle altre specie della famiglia per il colore scuro in contrasto con quello tipicamente argenteo di gran parte di questi ultimi. Essi hanno cinque spine dorsali contro le quattro del T. chatareus. Le macchie sui loro fianchi sono anche alternativamente lunghe e corte piuttosto che in bande. Il T. chatareus ha anche sei o sette segni per ogni lato, mentre le altre specie ne hanno quattro o cinque. Il T. chatareus ha 29 o 30 scaglie sulla linea laterale, in confronto alle 33–35 nel Toxotes jaculatrix.

## Comportamento

### Alimentazione
Come altri "pesci arcieri", i Toxotes chatareus sono in grado di sputare getti d'acqua in aria per far cadere in acqua le loro prede e sono in grado di colpirle ad una distanza fino a 150 cm. Essi si alimentano di giorno, consumando piante acquatiche ed insetti. Sono perciò onnivori e la loro dieta comprende crostacei ed altri animali acquatici quali zooplancton, rotifere, cladocere ed insetti sia acquatici che terrestri. Il T. chatareus è stato definito un "insettivoro specializzato", poiché non caccia certi insetti, particolarmente quelli che si nutrono di piante C4. La dieta pare ontogenica (variabile con l'età): i pesci piccoli non consumano vegetali, mentre nei pesci adulti i vegetali costituiscono un quarto della dieta. La dieta varia anche secondo il luogo: verso la sorgente il T. chatareus si nutre di insetti ma verso la foce di crostacei.

### Riproduzione
Il Toxotes chatareus si riproduce per fregola. Le fregole nel T. chatareus sono omocronali (le femmine vanno in calore una sola volta per stagione) e iteropare (la fregola avviene più di una volta nella vita del pesce). La riproduzione ha luogo durante la stagione delle piogge e il T. chatareus si riproduce sia in acqua dolce che in acqua salmastra e la riproduzione avviene in lagune basse e fangose. Le femmine depongono da 20.000 a 150.000 uova galleggianti, ciascuno delle dimensioni di circa 0.4 millimetri di diametro. Le femmine raggiungono la maturità sessuale quando sono lunghe circa 19 cm, mentre i maschi quando sono lunghi circa 18 cm., cioè a circa 24 mesi di vita. Con la schiusa le larve di Toxotes chatareus possono avere una lunghezza inferiore ai 4 mm ed al momento di alimentarsi raggiungono i 5 mm e le parti della bocca sono già ben sviluppate. La specie non presenta cure da parte dei genitori. La riproduzione non è legata a migrazione, ciò non di meno la popolazione ittica può subire la costruzione di ostacoli lungo il corso d'acqua abitato. Il T. chatareus non è mai stato riprodotto in cattività.

## Distribuzione
Toxotes chatareus sono stati trovati in India, Burma, Indonesia, Nuova Guinea e nel nord dell'Australia. e in un intervallo di temperatura compreso fra i 25 ed i 30 °C, benché ne siano stati trovati a temperature di circa 36 °C nella zona detta Alligator Rivers e di circa 20.5 °C nella regione del fiume Burdekin: si ritiene che questi ultimi due siano gli estremi, rispettivamente, più alto e più basso di tolleranza termica della specie. Le foreste salmastre di mangrovie formano il suo habitat, ma T. chatareus sono stati trovati anche in acque dolci correnti. Ciò avviene nei fiumi del Kimberley, nell'Australia occidentale, in quelli del Parco nazionale Kakadu nel Territorio del Nord e nella Terra di Arnhem in Australia.
Nel Mekong il Toxotes chatareus può essere trovato al nord, in Thailandia e Laos.
I T. chatareus prediligono le aree ombrose, nella parte più vicina alla superficie del corso d'acqua. Sono stati trovati solo nelle zone ripariali, ove si trova la maggior parte della sua alimentazione, mentre molto raramente sin trovano in acque che scorrono impetuosamente.

## Rapporto con l'uomo
Il Toxotes chatareus ha una parte marginale nella pesca; viene talvolta pescato con la lenza e descritto come una carne discreta. Esso viene catturato e venduto sui mercati locali, spesso mischiato con altri "pesci arciere".
I T. chatareus sono talvolta tenuti in acquario. Qui possono raggiungere la lunghezza anche di 20 :cm ma non arrivare ai 40 dell'ambiente naturale. essi fanno parte dei soli tre tipi di "pesci arciere" comunemente commerciati come pesci di acquario (gli altri due sono: Toxotes jaculatrix e il Toxotes microlepis). Per loro ci vuole un acquario con una profondità minima di circa un metro ed un volume d'acqua da 170 a 190 litri.
Il T. chatareus preferisce acqua salmastra ed ha bisogno di un acquario alto. Esso ha la capacità di saltare fuori dell'acqua, caratteristica che nel suo ambiente naturale gli consente di catturare le prede per cibarsene, ma così è anche in grado di saltare fuori dall'acquario, se questo non è coperto od è troppo piccolo.
La sua presenza è compatibile con quella di altre specie simili in dimensioni, la esemplari grossi possono infastidire quelli più piccoli. Esso va alimentato con cibo vivo alla superficie, benché occasionalmente con cibo normale per acquari; a causa di ciò, la sua presenza in acquari domestici è difficile da gestire.
I T. chatareus sono abbastanza comuni in natura e non sono considerati in pericolo di estinzione. Tuttavia, la distruzione del loro habitat di mangrovie e l'incremento della pesca può portare a dei rischi in futuro. La costruzione di briglie e di sbarramenti nel suo habitat, può influire sulla popolazione del fiume in questione. L'incremento demografico nell'Asia sudorientale è anche causa d'inquinamento del suo habitat.
Uno studio ha trovato un aumento del livello di mercurio (oltre 0.5 μg/g) in quattro su dieci dei campioni rilevati nel lago Murray nella Papua Nuova Guinea Questo può aver contribuito all'incremento dei livelli di mercurio nei locali ove si consumano molte specie di pesci pescati nel lago, compreso il Toxotes chatareus. Confrontato agli altri pesci campionati, il T. chatareus evidenzia un elevato livello di mercurio. I sedimenti della vicina miniera d'oro di Porgera sono la causa di questo incremento, ma la causa dell'elevato livello di bioaccumulo del mercurio non è nota.